# Ex asilo infantile Vittorio Emanuele
L'ex asilo infantile Vittorio Emanuele è un edificio situato nel centro storico di Grosseto, in Toscana.
Il palazzo si trova lungo via dell'Unione, in angolo con strada Corsini, e ha ospitato dal 1879 la prima scuola laica della città, intitolata al re Vittorio Emanuele II. Dopo anni di abbandono in seguito alla chiusura dell'asilo, dal 2009 ospita la sede del Museo di storia naturale della Maremma.

## Storia
L'edificio risulta presente nella planimetria della città realizzata da Gaetano Becherucci nel 1823: si tratta del fabbricato a L posto in angolo tra le strade Corsini e dell'Unione, indicato come particella 138 e all'epoca proprietà di Casimiro Querci di Biagio. L'edificio è documentato ancora come abitazione nella mappa catastale del 1860.
Negli anni settanta del XIX secolo l'area fu interessata da una serie di lavori per adibire l'edificio a sede degli asili infantili comunali, che erano stati fondati dal granduca Leopoldo II di Lorena nel novembre 1842, primo istituto scolastico laico della città. Il fabbricato in via dell'Unione venne individuato dal preside Vincenzo Ferri e dal segretario comunale Giovanni Battista Ponticelli come nuova sede dell'asilo, risolvendo l'annosa questione di una sistemazione definitiva. Il progetto architettonico venne affidato al giovane ingegnere Giuseppe Luciani: il palazzo fu ristrutturato, gli fu accorpato l'adiacente fabbricato con giardino, e venne dotato di una facciata sua via dell'Unione. Il nuovo asilo infantile venne intitolato al re Vittorio Emanuele II e avrebbe dovuto essere inaugurato il 9 gennaio 1879 – e così riporta infatti la lapide affissa all'interno – anniversario della morte del sovrano, ma a causa di ritardi nei lavori, la cerimonia ufficiale fu tenuta il 19 gennaio. Dopo il 1917 è stato effettuato un ulteriore ampliamento, mantenendo la divisione del palazzo in due settori, con l'aggiunta del nuovo plesso su strada Corsini.
Dopo la chiusura dell'asilo infantile, l'edificio è andato incontro a un lungo periodo di abbandono, finché nel 1993 venne decisa dall'amministrazione comunale la sua destinazione a nuova sede del Museo di storia naturale della Maremma. Il museo venne inaugurato il 14 novembre 2009 dopo una serie di lavori di ristrutturazione che hanno ottimizzato gli spazi interni nel rispetto della struttura originaria. L'ingresso su via dell'Unione è stato chiuso ed è stato realizzato l'accesso dal cortile che si apre su piazza della Palma.

## Descrizione

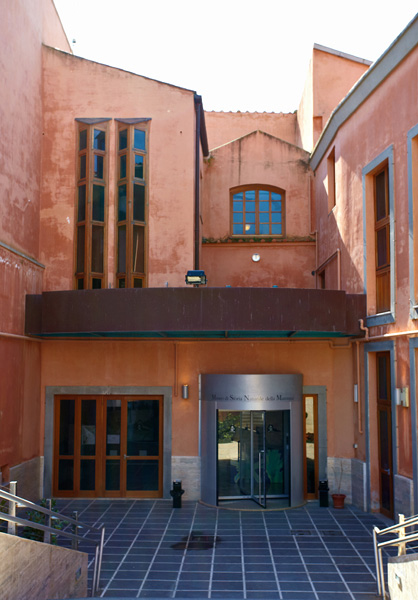
L'ingresso principale del museo di storia naturale, ex retro dell'edificio con affaccio sul giardino

### Esterno
Il palazzo si sviluppa a ferro di cavallo tra via dell'Unione e strada Corsini, alle spalle del carcere di Grosseto, come risultato dell'accorpamento di più edifici effettuato a più riprese tra la fine del XIX e la gli inizi del XX secolo. L'aspetto del nucleo ottocentesco, a cui si è in parte adeguata l'ala nuova novecentesca, riflette lo stile tipico dell'accademismo storicista di fine secolo.
La facciata su via dell'Unione e il lato del fabbricato originario su strada Corsini presentano le medesime caratteristiche, con una fascia marcapiano che divide il piano terra, su cui si aprono portoni arcuati, dai due piani superiori, che presentano due ordini di finestre architravate. La continuazione novecentesca dell'ala di strada Corsini presenta un unico piano superiore, con disposizione irregolare delle finestre. Sopra il vecchio portone d'ingresso dell'ex asilo, incastonato in una cornice architravata, è posto lo stemma comunale recante il grifone con la dicitura «Asilo infantile Vittorio Emanuele».

### Interno
All'interno, in quello che era l'atrio dell'asilo infantile, si conservano tre lapidi commemorative, una in ricordo dell'inaugurazione e intitolazione del 1879 e due in memoria dei benefattori locali Amalia Dini Calci e Roberto Pallini.
Gli altri spazi interni sono stati riorganizzati nel 2009 per ospitare le sale espositive e gli uffici del museo, che si sviluppano nei due piani superiori. Al piano terra si trovano la biglietteria, la sala conferenze e la biblioteca.